# 坪井令夫
坪井令夫（1949年4月18日—），藝名（日語讀音同本名），生於日本愛知縣奥町（今該縣一宮市），日本創作歌手、廣播主持人。
其曾利用斷詞處不同、諧音所造成的雙關來增加歌詞的趣味。一些歌曲因含有性方面的雙關或其他因素，而曾被禁播。

## 主要歌曲
- 1970年：
- 1975年：
  - （金太的大冒險）

該歌曲講述金太拯救公主前往澳門的故事。因為日語的金太（きんた）後接音同金玉（睪丸之義），歌詞用之做雙關的諧趣。後續的、也使用相同的手法。
- 1976年：
- 1978年：
- 1984年：
- 1985年：

以名古屋地區為題材的歌曲，列出不少該地的景點和其他知名人事物。作詞作曲為山本正之。
- 1996年：
- 2004年：
- 2006年：
- 2006年：（印加帝國的成立）

以印加帝國傳說中的開國君主曼科·卡帕克為題材的作品。因為「曼科」 的發音和日語女陰的俗稱相近，歌詞有數處利用之的諧音雙關。
- 2007年：（雪中的二人）

名稱令人聯想到《冬季戀歌》；開頭旋律也和該劇的主題曲《從開始到現在》相似。
- 2008年：

## 腳註
1. ↑  如《金太の大冒険》、《インカ帝国の成立》歌詞。
2. ↑  如作者在 EXテレビ 曾提及「（按：即）」表示其創作的兩首歌各在 20 日和 6 日後就被禁止播放。